# 间三联苯
间三联苯是一种有机化合物，化学式为C18H14，是三联苯的同分异构体之一。它可由1,3-二溴苯和苯硼酸的铃木偶联反应制得。它和氨基锂在液氨中发生Birch还原反应，可以得到1,3-二苯基-1,4-环己二烯。